# Atletism la Jocurile Olimpice de vară din 2024 - Aruncarea greutății (masculin)
Proba de atletism aruncarea greutății masculin de la Jocurile Olimpice de vară din 2024 a avut loc în perioada 2 - 3 august 2024 pe Stade de France.

## Recorduri
Înaintea acestei competiții, recordurile mondiale și olimpice erau următoarele:
| Record           | Atlet              | Timp    | Loc                   | Data          |
| ---------------- | ------------------ | ------- | --------------------- | ------------- |
| Recordul mondial | Ryan Crouser (USA) | 23,37 m | Eugene, Statele Unite | 18 iunie 2021 |
| Recordul olimpic | Ryan Crouser (USA) | 23,30m  | Tokyo, Japonia        | 5 august 2021 |

## Program
Orele sunt ora Franței (UTC+1) 
| Data                   | Oră   | Etapă      |
| ---------------------- | ----- | ---------- |
| Vineri, 2 august 2024  | 17:40 | Calificări |
| Sâmbătă, 3 august 2024 | 19:00 | Finala     |

### Calificări
S-au calificat în finală cei care au reușit o aruncare de cel puțin 21,35 m (C) sau atleții cu cele mai bune 12 rezultate (c).
| Loc | Grupă | Atlet                  | Țară                       | 1 | 2 | 3 | Distanță | Note  |
| --- | ----- | ---------------------- | -------------------------- | - | - | - | -------- | ----- |
| 1   | A     | Leonardo Fabbri        | Italia                     |   |   |   | 21,76    | C     |
| 2   | A     | Tomáš Staněk           | Cehia                      |   |   |   | 21,61    | C, SB |
| 3   | B     | Payton Otterdahl       | Statele Unite ale Americii |   |   |   | 21,52    | C     |
| 4   | A     | Ryan Crouser           | Statele Unite ale Americii |   |   |   | 21,49    | C     |
| 5   | B     | Tom Walsh              | Noua Zeelandă              |   |   |   | 21,48    | C     |
| 6   | A     | Jacko Gill             | Noua Zeelandă              |   |   |   | 21,35    | C     |
| 7   | B     | Joe Kovacs             | Statele Unite ale Americii |   |   |   | 21,24    | c     |
| 8   | B     | Uziel Muñoz            | Mexic                      |   |   |   | 21,22    | c     |
| 9   | B     | Chukwuebuka Enekwechi  | Nigeria                    |   |   |   | 21,13    | c     |
| 10  | A     | Rajindra Campbell      | Jamaica                    |   |   |   | 21,05    | c     |
| 11  | B     | Zane Weir              | Italia                     |   |   |   | 21,00    | c     |
| 12  | A     | Marcus Thomsen         | Norvegia                   |   |   |   | 20,81    | c     |
| 13  | B     | Kyle Blignaut          | Africa de Sud              |   |   |   | 20,78    |       |
| 14  | A     | Filip Mihaljević       | Croația                    |   |   |   | 20,75    |       |
| 15  | B     | Mohammed Tolo          | Arabia Saudită             |   |   |   | 20,65    |       |
| 16  | A     | Tsanko Arnaudov        | Portugalia                 |   |   |   | 20,31    |       |
| 17  | A     | Bob Bertemes           | Luxemburg                  |   |   |   | 20,27    |       |
| 18  | B     | Andrei Toader          | România                    |   |   |   | 20,24    |       |
| 19  | B     | Michał Haratyk         | Polonia                    |   |   |   | 19,94    |       |
| 20  | B     | Mostafa Hassan         | Egipt                      |   |   |   | 19,70    |       |
| 21  | B     | Scott Lincoln          | Marea Britanie             |   |   |   | 19,69    |       |
| 22  | B     | Roman Kokoșko          | Ucraina                    |   |   |   | 19,36    |       |
| 23  | A     | Nazareno Sasia         | Argentina                  |   |   |   | 19,33    |       |
| 24  | B     | Armin Sinančević       | Serbia                     |   |   |   | 19,31    |       |
| 25  | A     | Mohamed Khalifa        | Egipt                      |   |   |   | 19,27    |       |
| 26  | A     | Mesud Pezer            | Bosnia și Herțegovina      |   |   |   | 19,03    |       |
| 27  | A     | Eric Favors            | Irlanda                    |   |   |   | 19,02    |       |
| 28  | A     | Konrad Bukowiecki      | Polonia                    |   |   |   | 18,83    |       |
| 29  | A     | Tajinderpal Singh Toor | India                      |   |   |   | 18,05    |       |
|     | A     | Welington Morais       | Brazilia                   |   |   |   | FR       |       |
|     | B     | Francisco Belo         | Portugalia                 |   |   |   | FR       |       |

### Finala
| Loc | Ordine | Atlet                 | Țară                       | 1     | 2     | 3     | 4                              | 5                              | 6                              | Distanță | Note |
| --- | ------ | --------------------- | -------------------------- | ----- | ----- | ----- | ------------------------------ | ------------------------------ | ------------------------------ | -------- | ---- |
| 1   | 6      | Ryan Crouser          | Statele Unite ale Americii | 22,64 | 22,69 | 22,90 | x                              | x                              | —                              | 22,90    | SB   |
| 2   | 4      | Joe Kovacs            | Statele Unite ale Americii | 21,69 | x     | 21,71 | x                              | x                              | 22,15                          | 22,15    |      |
| 3   | 8      | Rajindra Campbell     | Jamaica                    | 20,00 | 22,15 | x     | x                              | x                              | x                              | 22,15    |      |
| 4   | 2      | Payton Otterdahl      | Statele Unite ale Americii | 21,39 | 21,98 | 22,01 | x                              | x                              | 22,03                          | 22,03    |      |
| 5   | 9      | Chukwuebuka Enekwechi | Nigeria                    | 20,58 | 21,42 | 21,01 | x                              | x                              | x                              | 21,42    |      |
| 6   | 3      | Jacko Gill            | Noua Zeelandă              | x     | 20,81 | 21,15 | x                              | 19,23                          | 20,47                          | 21,15    |      |
| 7   | 11     | Leonardo Fabbri       | Italia                     | x     | 20,96 | x     | x                              | x                              | x                              | 20,96    |      |
| 8   | 10     | Uziel Muñoz           | Mexic                      | 20,68 | 20,88 | 20,80 | x                              | 20,29                          | x                              | 20,88    |      |
| 9   | 1      | Marcus Thomsen        | Norvegia                   | x     | 20,58 | 20,67 | Nu a avansat în faza următoare | Nu a avansat în faza următoare | Nu a avansat în faza următoare | 20,67    |      |
| 10  | 5      | Tomáš Staněk          | Cehia                      | 20,31 | 20,37 | x     | Nu a avansat în faza următoare | Nu a avansat în faza următoare | Nu a avansat în faza următoare | 20,37    |      |
| 11  | 7      | Zane Weir             | Italia                     | x     | 20,24 | x     | Nu a avansat în faza următoare | Nu a avansat în faza următoare | Nu a avansat în faza următoare | 20,24    |      |
| 12  | 12     | Tom Walsh             | Noua Zeelandă              | x     | x     | x     | Nu a avansat în faza următoare | Nu a avansat în faza următoare | Nu a avansat în faza următoare | FM       |      |